# Gouvernement du 3e Dáil
Les gouvernements du 3e Dáil sont les deux gouvernements qui se sont succédé en Irlande à l'issue des élections générales de 1922. Le troisième Dáil est le parlement provisoire de l'Irlande du Sud du 9 août au 6 décembre 1922 ainsi que la chambre basse de l'Oireachtas de l'État libre d'Irlande du 6 décembre 1922 au 9 août 1923.

## 2egouvernement provisoire
2e gouvernement provisoire 1er conseil exécutif de l'État libre d'Irlande
Le 2e gouvernement provisoire (30 août 1922 - 6 décembre 1922) est formé par la faction du Sinn Féin en faveur du traité. Il entre en fonction après l'élection du troisième Dáil le 16 juin 1922. Le gouvernement prend fin lorsqu'il est remplacé par un nouveau cabinet, le 1er Conseil exécutif de l'État libre d'Irlande.
| Poste                                  | Nom | Nom                 |
| -------------------------------------- | --- | ------------------- |
| Président du gouvernement provisoire   |     | William T. Cosgrave |
| Ministre des Finances                  |     | William T. Cosgrave |
| Ministre de l'Agriculture              |     | Patrick Hogan       |
| Ministre de la Défense                 |     | Richard Mulcahy     |
| Ministre de l'Éducation                |     | Eoin MacNeill       |
| Ministre des Affaires étrangères       |     | Desmond FitzGerald  |
| Ministre des Affaires intérieures      |     | Kevin O'Higgins     |
| Ministre de l'Industrie et du Commerce |     | Joseph McGrath      |
| Ministre de l'Administration locale    |     | Ernest Blythe       |
| Directeur-Général des Postes           |     | James J. Walsh      |
| Ministre sans portefeuille             |     | Fionán Lynch        |
| Ministre sans portefeuille             |     | Eamonn Duggan       |

## 1erconseil exécutif de l'État libre
2e gouvernement provisoire 
Le 1er Conseil exécutif de l'État libre d'Irlande (6 décembre 1922 - 19 septembre 1923) est formé par la faction du Sinn Féin en faveur du traité, qui devient par la suite le Cumann na nGaedheal. La Constitution de l'État libre d'Irlande entre en vigueur en décembre 1922 et le deuxième gouvernement provisoire est remplacé par le Conseil exécutif.
Cependant, les élections pour le quatrième Dáil ne se tiennent qu'en août 1923 et la composition du 1er Conseil exécutif correspond donc étroitement à celle du deuxième gouvernement provisoire d'Irlande du Sud qui l'a précédé. Le 1er conseil exécutif est remplacé par le 2e conseil exécutif peu après les élections générales de 1923.
| Office                                    | Nom  | Nom                 |
| ----------------------------------------- | ---- | ------------------- |
| Président du Conseil exécutif             |      | William T. Cosgrave |
| Ministre des Finances                     |      | William T. Cosgrave |
| Vice-président du Conseil exécutif        |      | Kevin O'Higgins     |
| Ministre des Affaires intérieures         |      | Kevin O'Higgins     |
| Ministre de la Défense                    |      | Richard Mulcahy     |
| Ministre de l'Éducation                   |      | Eoin MacNeill       |
| Ministre des Affaires étrangères          |      | Desmond FitzGerald  |
| Ministre de l'Industrie et du Commerce    |      | Joseph McGrath      |
| Ministre de l'Administration locale       |      | Ernest Blythe       |
| Ministres non membres du Conseil exécutif |      |                     |
| Office                                    | Name | Name                |
| Ministre des Terres et de l'Agriculture   |      | Patrick Hogan       |
| Ministre des Pêches                       |      | Fionán Lynch        |
| Directeur-Général des Postes              |      | James J. Walsh      |